# Myrmicites
Genre
Myrmicites est un genre fossile d'insectes hyménoptères de la famille des fourmis.

## Classification
Le genre Myrmicites a été créé en 1891 par l'entomologiste et paléontologue allemand Bruno Förster (1852-1924),. C'est un nom de groupe collectif considéré comme un taxon de forme ne comportant aucune espèce décrite.

### Famille
Il est classé dans la famille des Formicidae par Förster en 1891, par Nicolas Théobald en 1937, et par Barry Bolton en 2012,.

### Homonymie
Selon AntWiki et AntCat en 2023, ce genre Myrmicites a aussi été décrit par Lepeletier de Saint-Fargeau, en 1835,.

### Fossiles
Selon Paleobiology Database en 2023, deux collections de fossiles du Rupélien ou Oligocène inférieur de France (Brunstatt, Bruno Förster, 1891) et d'Allemagne (Kleinkembs, Nicolas Théobald, 1937) sont référencées.

## Description

### Caractères
La diagnose de Nicolas Théobald en 1937, concernant l'holotype R442 de la collection Mieg et venant de Kleinkembs : 

« Un Insecte de 17 mm de longueur, teinte noire. Tête noire, arrondie ; deux yeux à facettes, placé latéralement ; trois ocelles ; mandibules peu proéminentes. Thorax bombé, brun foncé. pétiole long ; deux segments peu distincts l'un de l'autre. Abdomen globuleux, légèrement rétréci vers l'arrière, porte un aiguillon. Fragment d'ailes. ».

### Dimensions
La longueur totale est de 17 mm.

### Affinités
« N'a pu être déterminé avec précision. Autres échantillons R98 et 439 (pl. XIV fig 9) 370, 300 et des exemplaires de Brunstatt. ».

### Publication originale
- [1891] (de) B. Förster, « Die Insekten der "Plattigen Steinmergels" von Brunstatt », Abhandlungen zur Geologischen Specialkarte von Elsass-Lothringen, Strasbourg, vol. 3,‎ 1891, p. 333-594 (ISSN 1256-4338, lire en ligne).